# Andrew Young (Politiker)

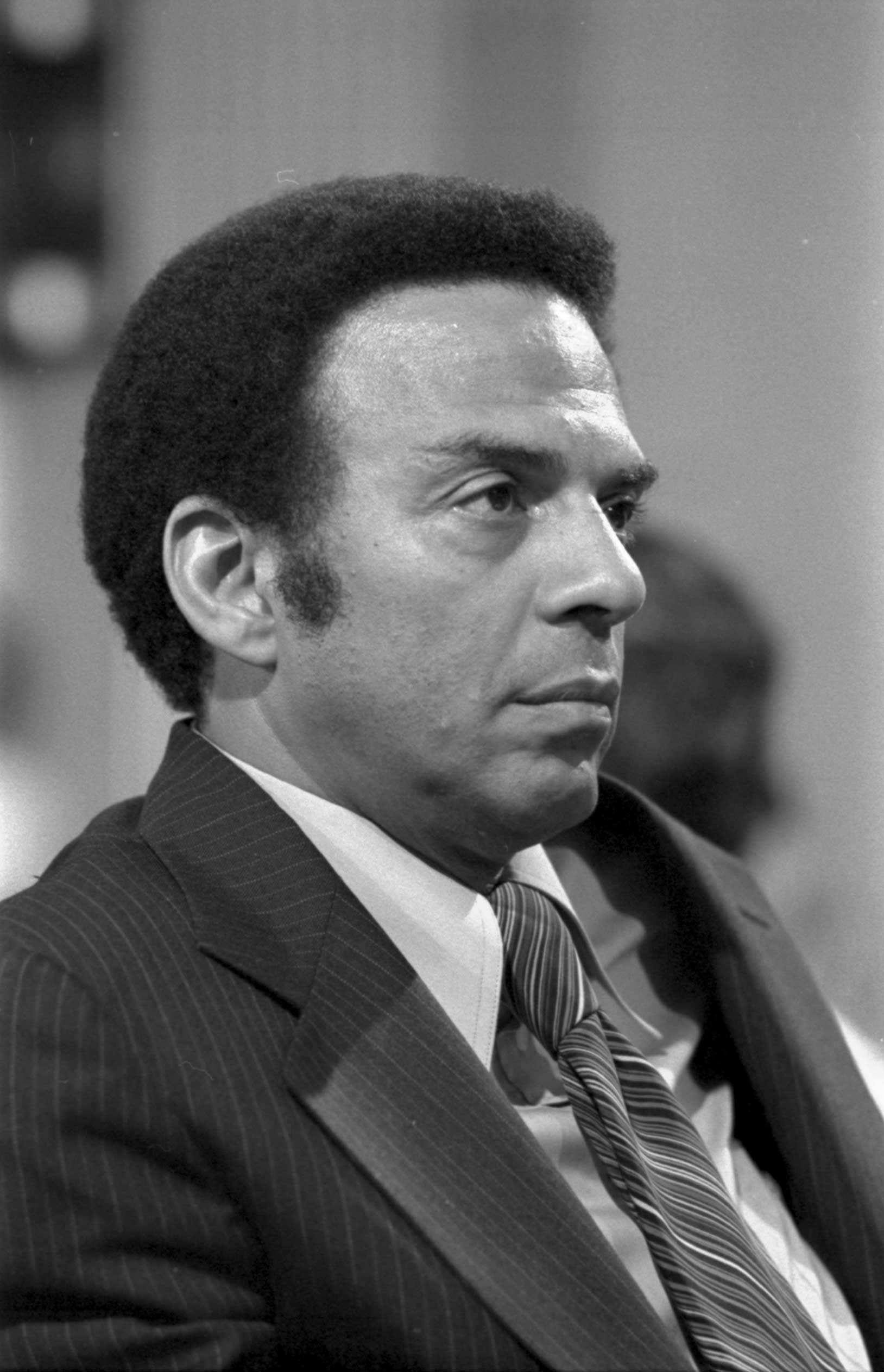
Andrew Young (1977)

Andrew Jackson Young Jr. (* 12. März 1932 in New Orleans, Louisiana) ist ein US-amerikanischer Bürgerrechtsaktivist und Politiker (Demokratische Partei). Er war Bürgermeister von Atlanta und US-Botschafter bei den Vereinten Nationen unter Präsident Jimmy Carter.

## Leben
Andrew Youngs Vater war Zahnarzt und seine Mutter Lehrerin.
Nach einem Jahr an der Dillard University in New Orleans 1947 ging Young zur Howard University in Washington, an der er 1951 seinen Abschluss in Medizin machte. 
Er wollte ursprünglich dem Beruf seines Vaters folgen und Zahnarzt werden, änderte aber seine Meinung aus religiösen Ansichten und machte 1955 den Abschluss in Theologie am Hartford Seminary, einer überkonfessionellen theologischen Hochschule im US-Staat Connecticut.
Young wurde von der reformierten United Church of Christ ordiniert und diente dann als Pastor einer Kirchengemeinde in Marion, Alabama, wo er sich mit der Idee des gewaltlosen Widerstands von Mahatma Gandhi vertraut machte. In Marion traf er auch seine spätere Ehefrau Jean Childs. Dort forderte er die afroamerikanische Bevölkerung auf, sich für das Wahlrecht der Afroamerikaner in Alabama einzusetzen. Er wurde ein Freund und ein Verbündeter von Martin Luther King. 1957 zog er nach New York City und arbeitete für das National Council of Churches.
Während der Bürgerrechtsbewegung entschied er sich, nach Atlanta, Georgia, zu ziehen. Auch dort kämpfte er für die Einführung des Wahlrechts für Afroamerikaner. 1964 wurde er Exekutivdirektor für die Southern Christian Leadership Conference, mit der er viele gewaltfreie Proteste organisierte. Andrew Young wurde ein enger Freund und Mitarbeiter von Martin Luther King und war mit ihm in Memphis, Tennessee, als King 1968 erschossen wurde.
Er versuchte 1970 erfolglos als Kongressabgeordneter von Georgia gewählt zu werden. 1972 versuchte er es wieder und wurde erster afroamerikanischer Abgeordneter aus Georgia im Repräsentantenhaus seit der Reconstruction. Er wurde 1974 und 1976 wiedergewählt. 1976 ernannte ihn Präsident Jimmy Carter zum US-Botschafter bei den Vereinten Nationen. Wegen eines geheimen Treffens mit dem PLO-Repräsentanten Zehdi Terzi musste Young jedoch 1979 von diesem Amt zurücktreten.
1981 verlieh ihm Jimmy Carter die Freiheitsmedaille. 1981 wurde Young zum Bürgermeister von Atlanta gewählt und 1985 im Amt bestätigt. 1990 kandidierte er erfolglos für das Gouverneursamt von Georgia: In den Vorwahlen der Demokraten musste er sich Zell Miller geschlagen geben. 1995 wurde er in die American Academy of Arts and Sciences gewählt.
Young war Mitglied des Ausschusses, der 1996 die Olympischen Sommerspiele nach Atlanta holte.
2006 wurde er von Walmart für eine Image-Kampagne angeheuert, um das öffentliche Bild des Unternehmens zu verbessern. Von diesem Posten wurde er gefeuert, nachdem er in einem Interview äußerte, es sei positiv, dass Walmart kleine Läden in afroamerikanischen Nachbarschaften verdränge, da diese ohnehin nicht von Schwarzen geführt würden, sondern von „Juden, Koreanern und Arabern“, die Preistreiberei betrieben, vergammelte Waren verkaufen und ihre Kunden übervorteilen würden („You see those are the people who have been overcharging us, selling us stale bread and bad meat and wilted vegetables. And they sold out and moved to Florida. I think they’ve ripped off our communities enough. First it was Jews, then it was Koreans and now it’s Arabs; very few black people own these stores.“).
Andrew Young ist ein Mitglied im Bund der Freimaurer, seine Loge, St. James Lodge No. 4 ist unter der Prince-Hall-Großloge konstituiert.